# Euphaedra orientis
Euphaedra orientis är en fjärilsart som beskrevs av Stoneham 1932. Euphaedra orientis ingår i släktet Euphaedra och familjen praktfjärilar. Inga underarter finns listade i Catalogue of Life.